# 諾曼·陶羅格
諾曼·陶羅格（英語：Norman Taurog，1899年2月23日—1981年4月7日）是一名美國电影導演和编剧 。1931年，凭借电影《淘哥儿》获得奥斯卡最佳导演奖。

## 生平
1899年2月23日，諾曼·陶羅格在伊利諾州芝加哥市出生。1872年或1873年，諾曼·陶羅格父親亞瑟出生在俄羅斯帝國，雖然後來人口普查記錄顯示亞瑟的父母來自德國。諾曼·陶羅格的母親來自紐約，雖然人口普查記錄她的父母來自英國。在1896年，諾曼·陶羅格的父母在芝加哥結婚。
諾曼在幼年時開始舞台表演，他在13歲時完成電影處女作。

## 外部連結
- 諾曼·陶羅格在互联网电影资料库（IMDb）上的資料（英文）
- 諾曼·陶羅格在豆瓣上的资料（简体中文）
- 在Find a Grave上的諾曼·陶羅格